# Kanzler der Kurie
Kanzler der Kurie, lat. Cancellarius Curiae, ist ein Amt in der römisch-katholischen Diözesankurie.
Der Kanzler der Kurie ist laut Canon 482 des Codex Iuris Canonici für die Ausfertigung und die Verwahrung der Akten zuständig. Sofern ein Vertreter ernannt wird, trägt er den Titel Vizekanzler. Von Amts wegen sind beide Notare und Sekretäre der Kurie. Das Amt kann von einem Kleriker oder einem Laien ausgeübt werden. Teilweise übt es der Generalvikar in Personalunion aus.
Laut Canon 474 des Codex Iuris Canonici müssen Akten mit rechtlicher Wirkung vom Diözesanbischof sowie von einem Notar oder dem Kanzler der Kurie unterschrieben werden. Der Kanzler soll auch den Moderator der Kurie informieren.
Ein Diözesanbischof legt sein Apostolisches Ernennungsschreiben dem Konsultorenkollegium vor (in Deutschland dem jeweiligen Domkapitel), ein Weihbischof dem jeweiligen Bischof sowie ein Bischofskoadjutor dem Bischof und dem Konsultorenkollegium. Hierbei ist der Kanzler der Kurie jeweils anwesend und fertigt ein Protokoll an. (CIC 382 und 404). Der Diözesanbischof fertigt für den Fall seiner Amtsbehinderung oder Amtsunfähigkeit eine Liste mit der Reihenfolge seiner Vertreter an. Diese ist geheim und wird vom Kanzler verwahrt. (CIC 413)
Meist ist die Kanzlei für die Herausgabe des Kirchlichen Amtsblattes zuständig.